# Rhamnus caroliniana
Rhamnus caroliniana är en brakvedsväxtart som beskrevs av Thomas Walter. Rhamnus caroliniana ingår i släktet getaplar, och familjen brakvedsväxter. Inga underarter finns listade i Catalogue of Life.

## Bildgalleri

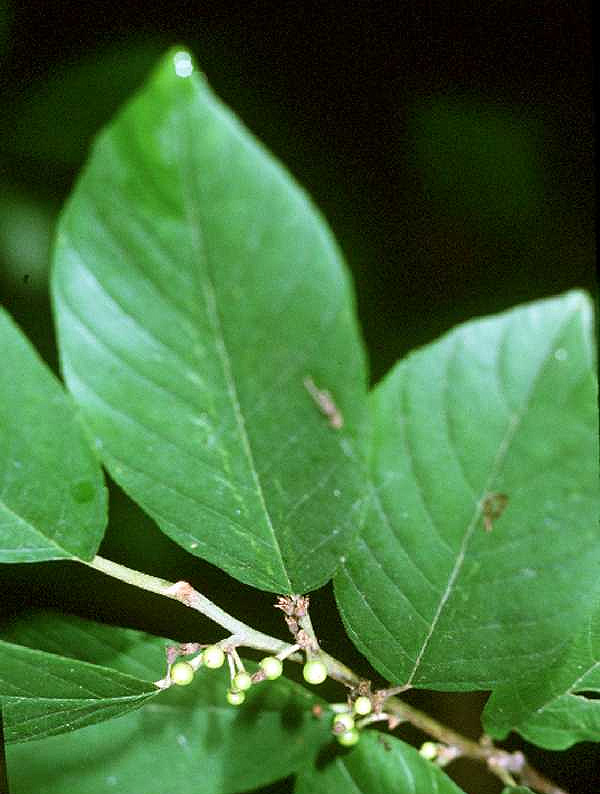